# So Little Time
So Little Time (no Brasil: "Gêmeas em Apuros") é uma sitcom estadunidense estrelada pelas irmãs Mary-Kate Olsen e Ashley Olsen, e exibida pelo canal Fox Family. A primeira metade da série foi transmitida de 2 de junho de 2001 a 15 agosto, depois a série entrou em um hiato de quatro meses, devido a mudanças no gerenciamento da rede. Em dezembro de 2001, a Fox Family havia se tornado ABC Family, e os episódios restantes foram ao ar a partir de 1 de dezembro de 2001 até 4 de maio de 2002.
No Brasil a série foi exibida pela extinta Fox Kids entre 2001 e 2002.

## Sinopse
A série é centrada nas confusões das gêmeas Riley e Chloe, cujos pais são separados amigavelmente e vivem em Malibu. Apesar disso as meninas não ficam imunes às tentativas e as loucuras de suas famílias, escola, amigos e meninos. Um outro fato marcante nos episódios é que os pais das meninas não sabem se voltam ou não a ficar juntos.

## Elenco

### Principal
- Mary-Kate Olsen como Riley Carlson
- Ashley Olsen como Chloe Carlson
- Clare Carey como Macy Carlson
- Eric Lutes como Jake Carlson
- Jesse Head como Spartacus Lawrence “Larry” Slotnick
- Taylor Negron como Manuelo Del Valle
- Natashia Williams como Tedi

### Recorrente
- Amy Davidson como Cammie Morton
- Wendy Worthington como Ellen Westmore
- Ben Easter como Lennon Kincaid

## Lançamento em Vídeo
De 2002 a 2003, a Warner Home Vídeo e a DualStar lançaram 4 volumes separados do programa em DVD e VHS nos Estados Unidos. Cada volume continha 6 episódios cada para um total de 24 episódios. Em 2005, esses 4 volumes foram juntados em um box contendo um quinto DVD com os dois únicos episódios que ainda não haviam sido lançados ("Outbreak" e "Look Who's Talking"). Esse box foi intitulado de "So Little Time: 5 DVD Gift Set". 
Em 2017 a Warner relançou a série em um box de DVD, dessa vez com dois discos. Os episódios "Outbreak" e "Look Who's Talking" não entraram no Box, tendo apenas os 24 episódios.

## Livros
Vários episódios de So Little Time foram editados e publicados em forma de livro pela "HarperCollins Entertainment". A série também contou com novas histórias originais baseadas no programa, que foram escritas pelos mesmos autores, foram lançados um total de 17 livros.

## Trilha Sonora
Uma trilha sonora com as músicas que tocam no decorrer da série foi lançada pela Trauma Records, e pela Dualstar em junho de 2001. Foi relançada no iTunes, Amazon e Spotify em 5 de junho de 2010 pela Kirtland Records.
1. Arkarna - "So Little Time"
2. Noogie - "Mr. Fabulous"
3. Jason Feddy - "The Beautiful Few"
4. Joey Kingpin - "Rock It"
5. Vienna - "Where I Wanna Be"
6. Ritalin - "Stuck Like Glue"
7. George Tenen III and James Pennington - "You Make Me Love You More"
8. Lovepie - "Thoughts of You"
9. The Getaway People - "Superstar"
10. Chad Hollister - "Leavin' Home"
11. Crashpalace - "Brickwall"
12. The Weekend - "Punk Rock Show"